# 拉费里耶尔欧塞唐
拉费里耶尔欧塞唐（法語：La Ferrière-aux-Étangs，法語發音：[la fɛʁjɛʁ o.z‿etɑ̃]）是法国奥恩省的一个市镇，位于该省西部，属于阿让唐区。

## 地理
拉费里耶尔欧塞唐（48°39'46"N, 0°31'8"W）面积10.93 平方千米，位于法国诺曼底大区奧恩省，该省份为法国西北部内陆省份，北起顺时针与卡爾瓦多斯省、厄尔省、厄尔-卢瓦省、萨尔特省、马耶讷省和芒什省接壤。
与拉费里耶尔欧塞唐接壤的市镇（或旧市镇、城区）包括：圣安德烈德梅塞、邦武、乌尔姆地区贝卢、尚瑟克雷、拉库隆什、栋皮埃尔、赛尔拉韦尔里。

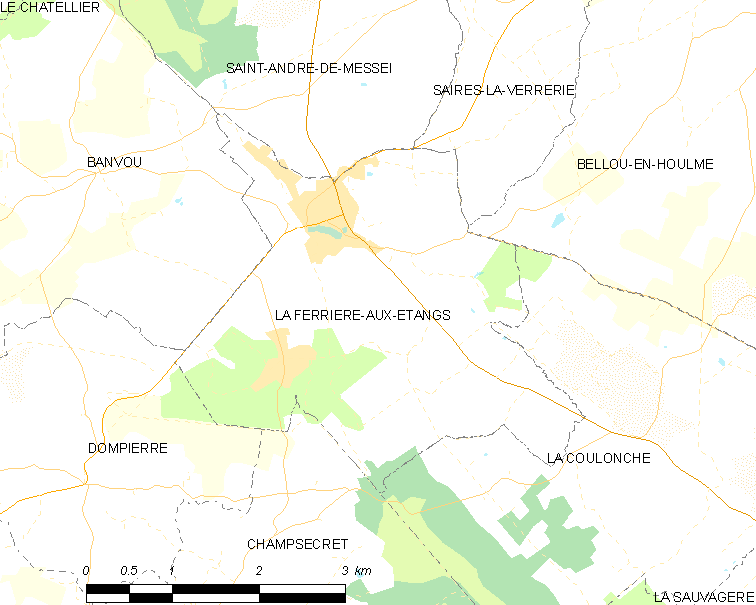
拉费里耶尔欧塞唐的OSM定位图

拉费里耶尔欧塞唐的时区为UTC+01:00、UTC+02:00（夏令时）。

## 行政
拉费里耶尔欧塞唐的邮政编码为61450，INSEE市镇编码为61163。

## 政治
拉费里耶尔欧塞唐所属的省级选区为马塞堡县。

## 人口

1962-2008年间拉费里耶尔欧塞唐人口变化图示

拉费里耶尔欧塞唐于2022年1月1日时的人口数量为1531人。